# Lin Meiling
Lin Meiling (1 de mayo de 1990) es una deportista china que compitió en judo. Ganó una medalla de oro en el Campeonato Asiático de Judo de 2009 en la categoría de –63 kg.

## Palmarés internacional
| Campeonato Asiático | Campeonato Asiático | Campeonato Asiático | Campeonato Asiático |
| Año                 | Lugar               | Medalla             | Categoría           |
| ------------------- | ------------------- | ------------------- | ------------------- |
| 2009                | Taipéi (Taiwán)     | Medalla de oro      | –63 kg              |